# Jo Planckaert
Jo Planckaert  é um antigo ciclista belga, nascido a 16 de dezembro de 1970 em Deinze. É filho de Willy Planckaert, antigo ciclista, como também o foram os seus tios Walter e Eddy.
Foi profissional desde 1992 até ao ano 2004. Destacou em carreiras como a Paris Roubaix na que ficou segundo no 1997, tão só superado pelo francês Frédéric Guesdon e quinto no 1999.

## Palmarés
| 1993 - 1 etapa da Volta a Andaluzia - 1 etapa da Volta a Múrcia - Delta Profronde 1995 - G. P. de Denain - 1 etapa da Volta a Suécia - Nokere Koerse 1997 - 1 etapa da Volta a Galiza 1998 - Estrela de Bessèges mais 1 etapa - Grand Prix Jef Scherens - Kuurne-Bruxelas-Kuurne - Omloop Mandel-Leie-Schelde | 1999 - 1 etapa da Estrela de Bessèges 2000 - Estrela de Bessèges - Tro Bro Leon - 1 etapa da Volta a Andaluzia - 1 etapa do Tour de Valônia - 1 etapa do Tour de Limousin 2001 - Grande Prêmio da Villa de Zottegem 2003 - 1 etapa da Estrela de Bessèges |

## Resultados em grandes voltas ciclistas e Campeonatos do Mundo de Ciclismo em Estrada
| Carreira           | 1992 | 1993 | 1994 | 1995 | 1996 | 1997 | 1998 | 1999 | 2000 | 2001 | 2002 | 2003 | 2004 |
| ------------------ | ---- | ---- | ---- | ---- | ---- | ---- | ---- | ---- | ---- | ---- | ---- | ---- | ---- |
| Giro d'Italia      | -    | -    | -    | -    | -    | -    | -    | -    | -    | -    | -    | -    | -    |
| Tour de France     | -    | -    | -    | -    | -    | Ab.  | -    | -    | -    | -    | -    | -    | -    |
| Volta a Espanha    | -    | -    | -    | -    | -    | -    | -    | Ab.  | -    | -    | -    | -    | -    |
| Mundial em Estrada | -    | -    | -    | -    | -    | 23º  | -    | -    | -    | -    | 164º | -    | -    |

## Equipas
- 1992 : Panasoni-Sportlife
- 1993 à 1994 : Novemail-Histor
- 1995 : Collstrop - Lystex
- 1996 : Ceramiche Refin - Mobilvetta
- 1997 à 1999 : Lotto- Mobistar
- 2000 à 2003 : Cofidis
- 2004 : Mrbookmaker.com - Palmans